# 1981 у футболі
Нижче наведені футбольні події 1981 року у всьому світі.

## Національні чемпіони
- Англія: Астон Вілла
- Аргентина
  - Метрополітано: Бока Хуніорс
  - Насьйональ: Рівер Плейт
- Бразилія: Греміу
- Італія: Ювентус
- Іспанія: Реал Сосьєдад
- Нідерланди: АЗ
- Парагвай: Олімпія (Асунсьйон)
- Португалія: Бенфіка
- СРСР: Динамо (Київ)
- ФРН: Баварія (Мюнхен)
- Шотландія: Селтік
- Югославія: Црвена Звезда